# Lygaeidae
I Ligeidi (Lygaeidae Schilling, 1829) è una famiglia cosmopolita di insetti pentatomomorfi dell'ordine Rhynchota (sottordine Heteroptera, superfamiglia Lygaeoidea). Comprende 972 specie e costituisce il raggruppamento più rappresentativo della superfamiglia.

## Descrizione
I Ligeidi hanno corpo di piccole o medie dimensioni, oblungo o oblungo-ovoidale, con tegumento generalmente scuro. Le specie a colori vivaci hanno in genere decorazioni con colori basati sul rosso e il nero oppure sull'arancio e il nero.
Il capo è breve, provvisto di ocelli, ha antenne e rostro di 4 segmenti. Il pronoto è trapezoidale e il mesoscutello breve. Le forme meiottere sono rare, mentre nella maggior parte delle specie le ali sono ben sviluppate. La membrana delle emielitre è percorsa da 4 o 5 nervature che partono direttamente dalla linea di separazione con il corio. Le zampe hanno tarsi formati da tre segmenti. Quelle anteriori hanno i femori dilatati.
L'addome porta gli stigmi in posizione dorsale in tutti gli uriti.

## Biologia
I Ligeidi sono insetti fitofagi. Generalmente si ritrovano sulle piante e si nutrono di semi, ma diverse specie possono nutrirsi anche a spese di parti vegetative come fiori e germogli. In generale si tratta di una famiglia di limitato interesse agrario. Ad esempio, Lygaeus creticus non provoca danni sostanziali alle piante di oleandro di cui si ciba. Tuttavia possono verificarsi occasionalmente danni da parte di alcune specie. In Italia sono segnalati danni occasionali sul nocciolo da parte di Lygaeus pandurus e Lygaeus saxatilis, che contribuiscono a causare il cimiciato delle nocciole, e sulla vite da parte di Nysius ericae. In ogni modo si tratta di specie polifaghe che possono occasionalmente procurare danni di lieve entità a varie specie agrarie, erbacee o legnose.

## Sistematica e diffusione
La classificazione tradizionale basata su criteri morfologici, ancora largamente adottata da diversi Autori, attribuisce ai Ligeidi un numero elevato di specie in quanto la famiglia comprendeva diverse sottofamiglie che, in seguito alla revisione di HENRY (1997), sono ora elevate al rango di famiglia.  La classificazione di HENRY, basata su criteri filogenetici, restringe l'ambito della famiglia a tre sole sottofamiglie, comprendenti nel complesso 972 specie ripartite fra 101 generi:
- Ischnorhynchinae. Comprende 77 specie ripartite fra 15 generi. Pur essendo cosmopolita, questa sottofamiglia comprende soprattutto specie diffuse in Africa, Asia ed Europa.
- Lygaeinae. È il raggruppamento più ricco, con 640 specie ripartite fra 57 generi. Cosmopolita, questa sottofamiglia è distribuita in tutte le regioni zoogeografiche.

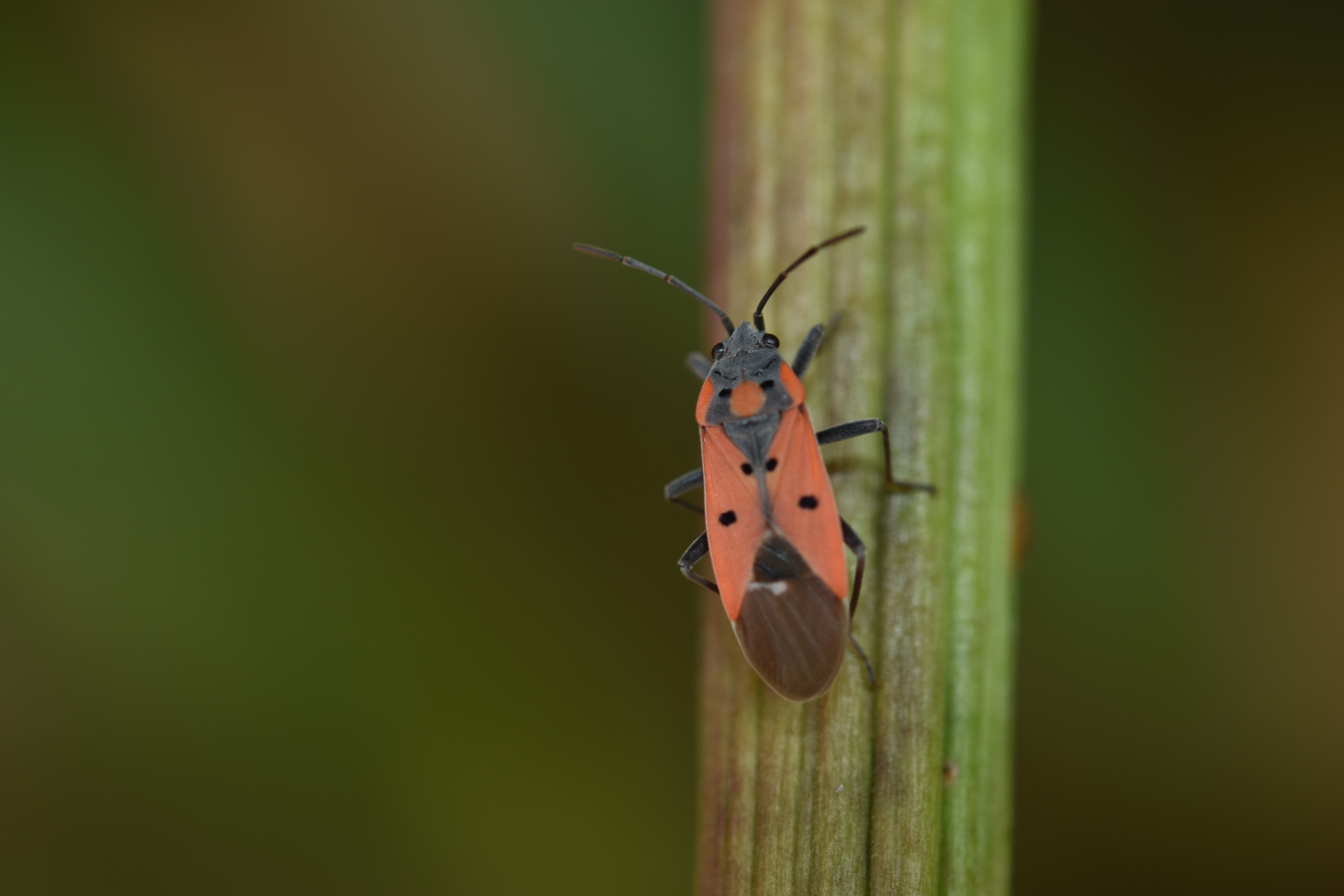
Lygaeus creticus

- Lygaeus creticusOrsillinae. Comprende 255 specie ripartite fra 29 generi. Pure essa cosmopolita, in realtà oltre la metà delle specie sono presenti solo in Oceania.